# Lacistema macbridei
Lacistema macbridei är en tvåhjärtbladig växtart som beskrevs av Charles Baehni. Lacistema macbridei ingår i släktet Lacistema och familjen Lacistemataceae. Inga underarter finns listade i Catalogue of Life.